# Wanda (Vorname)
Wanda (auch Vanda) ist ein weiblicher Vorname.

## Herkunft und Bedeutung
Der Name Wanda kommt aus dem Polnischen und bedeutet „Wendin“.

## Namenstag
Namenstag ist der 14. Juli.

## Bekannte Namensträgerinnen
Wanda:
- Wanda Achsel (1886–1977), deutsche Sängerin
- Wanda Badwal (* 1985), deutsches Fotomodell, Musicaldarstellerin und Schauspielerin
- Wanda Bibrowicz (1878–1954), polnische Künstlerin
- Wanda Brońska-Pampuch (1911–1972), deutsch-polnische Publizistin und Übersetzerin
- Wanda Curtis (* 1975), ungarische Pornodarstellerin
- Wanda von Debschitz-Kunowski (1870–1935), deutsche Porträt-Fotografin
- Wanda Flakowicz (1917–2002), polnische Kugelstoßerin
- Wanda Gág (1893–1946), US-amerikanische Künstlerin, Autorin, Übersetzerin und Illustratorin
- Wanda Hanke (1893–1958), Ärztin und Ethnologin
- Wanda Heger (1921–2017), norwegische humanitäre Aktivistin im Zweiten Weltkrieg
- Wanda Jackson (* 1937), US-amerikanische Rockabilly- und Country-Sängerin
- Wanda Jakubowska (1907–1998), polnische Filmregisseurin
- Wanda Kuchwalek (1947–2004), Wiener Zuhälterin, bekannt als "Wilde Wanda"
- Wanda Landowska (1879–1959), polnische Cembalistin und Pianistin
- Wanda Makuch-Korulska (1919–2007), polnische Neurologin und Professorin, „Gerechte unter den Völkern“ (Yad Vashem)
- Wanda Nowicka (* 1956), polnische Feminismus-Aktivistin und Politikerin
- Wanda Panfil-Gonzales (* 1959), polnische Langstreckenläuferin
- Wanda Perdelwitz (* 1984), deutsche Schauspielerin
- Wanda Półtawska (1921–2023), polnische Psychiaterin und KZ-Überlebende
- Wanda Rutkiewicz (1943–1992), polnische Bergsteigerin
- Wanda von Sacher-Masoch (1845–1917), Schriftstellerin und Ehefrau von Leopold von Sacher-Masoch
- Wanda Sykes (* 1964), US-amerikanische Schauspielerin und Komikerin
- Wanda Szyksznian (* 1948), ungarische Grafikerin und Hochschullehrerin
- Wanda Treumann (1883–1963), deutsche Schauspielerin und Filmproduzentin
- Wanda Ventham (* 1935), britische Schauspielerin
- Wanda Warska (1932–2019), polnische Jazz- und Chansonsängerin
- Wanda Wasilewska (1905–1964), polnische und sowjetische Politikerin und Schriftstellerin
- Wanda Wiłkomirska (1929–2018), polnische Violinistin
- Wanda Zacharias (1931–2008), deutsche Malerin und Illustratorin

Vanda:
- Vanda Briedienė (1932–2013), litauische Politikerin, Mitglied des Seimas
- Vanda Gomes (* 1988), brasilianische Sprinterin
- Vanda Hădărean (* 1976), rumänische Kunstturnerin und Fitnessmodel
- Vanda Lukács (* 1992), ungarische Tennisspielerin
- Vanda Vieira-Schmidt (1949–2023), deutsche Art-brut-Malerin und Konzeptkünstlerin

## Fiktive und sagenhafte Namensträger
- Wanda, polnische Königin, die um das Jahr 700 gelebt haben soll
- Wanda Nevada, Titelheldin eines US-amerikanischen Westerns von 1979
- Wanda, Hauptfigur in Leopold von Sacher-Masochs Roman Venus im Pelz
- Vanda, die böse Königin vom Planet Vandalusien in der Zeichentrickserie Sport Billy
- Wanda, Elfe und Ehefrau von Cosmo aus der Zeichentrickserie Cosmo und Wanda – Wenn Elfen helfen
- Wanda aus dem Film Ein Fisch namens Wanda (A Fish called Wanda), 1986, Hauptfigur
- Wanda Maximoff aus dem Marvel-Universum